# Langsundet
Der Langsundet (norwegisch für Langer Sund, in Australien Long Sound, ansonsten auch Lang Sound) ist eine 18 km lange und 4 km breite Meerenge vor der Küste des ostantarktischen Kemplands. Sie verläuft zwischen derjenigen Inselgruppe, welche die Inseln Brøka und Havstein einschließt, und der mit dem Festland verbundenen Law Promontory.
Norwegische Kartographen, die sie auch deskriptiv benannten, kartierten sie anhand von Luftaufnahmen der Lars-Christensen-Expedition 1936/37.